# Vilém Frendl
Vilém Frendl (28. května 1913, Žďár nad Sázavou – 18. prosince 2007) byl českým fotografem.

## Životopis
Frendl se narodil ve Žďáře nad Sázavou 28. května 1913. V Brně se vyučil fotografem (v „Americké domovině”, zal. v Králové Poli ze sbírky Čechoameričanů) a 1. května 1934 si otevřel fotoateliér ve Žďáře nad Sázavou (v domě u Kosinků – pod kostelem), kde pracoval až do násilného ukončení v padesátých letech, kdy byl nucen pracovat jako fotograf v „Komunálních službách”.
V roce 1968 se opět pokusil obnovit svůj soukromý ateliér, bylo mu tehdy již 55 let, ale s nadšením se opět pustil do díla. Možnost provozovat soukromý fotoateliér však trvala pouhé dva roky. V roce 1970 byl opět donucen vrátit se zpět do Komunálních služeb města Žďáru nad Sázavou. V roce 1973 odešel do starobního důchodu, ale zřídil si fotoateliér v městečku Nové Veselí a zde fotografoval až do svých 76 let (do roku 1989).
Během svého působení ve Žďáře nad Sázavou fotografoval téměř všechny zásadní události, které se ve městě během jeho života udály. V roce 2005 vyšla kniha jeho fotografií (Žďár nad Sázavou ve fotografiích – květen 1945), která dokumentuje válečné dění ve městě. Během jeho života bylo uspořádáno také množství výstav, z nichž nejpopulárnější se týkaly vývoje města a byly dokumentovány na tehdy nevídaných, širokoúhlých záběrech, které v "amatérských" podmínkách vytvářel ve svém ateliéru. Tyto záběry vznikaly slepováním klasických fotografií a ve výsledku dosahovaly několika metrů.
Kromě fotografií proměn města Žďáru nad Sázavou se však věnoval i rodinným fotografií, krajinám a také fotografováním různých společenských událostí ve městě. Vilém Frendl zemřel 18. prosince 2007 ve věku 94 let.